# Comesperma calymega
Comesperma calymega là một loài thực vật có hoa trong họ Polygalaceae. Loài này được Labill. mô tả khoa học đầu tiên năm 1806.